# Gemeentebelangen Koggenland
Gemeentebelangen Koggenland (GBK) is een lokale politieke partij in de Nederlandse gemeente Koggenland, opgericht in 2006 na de gemeentelijke herindeling. Het was de eerste lokale partij in de gemeenteraad. Bij de verkiezingen in 2006 kreeg GBK vier raadszetels. De partij ging samen met de PvdA deel uitmaken van de oppositie.